# Robert Hadfield
Pour les articles homonymes, voir Robert Abbott, Abbott et Hadfield.
Robert Abbott Hadfield (28 novembre 1859 - 30 septembre 1940), 1er baronnet, est un chimiste et industriel métallurgiste anglais.

## Biographie
À la fin du XIXe siècle, la maîtrise du procédé Thomas, généralise la production d'acier à partir de minerai de tout type. L'acier va ainsi supplanter le fer puddlé. Dès 1874, le rail d’acier primait sur le rail de fer qui disparut pratiquement en 1885 et les tôles d’acier supplantèrent les tôles de fer à partir de 1891.
Une fois le principe de production de l’acier acquis, il fallait lui donner les propriétés qui le rendaient de plus en plus apte à des usages particuliers. En 1883, Marbeau prépara des aciers au nickel. En octobre 1888, Le Creusot pris un brevet pour la fabrication des ferrochromes ; à la même époque, Hayward A. Harvey (en) mettait au point les aciers au nickel à faible teneur en nickel (2 à 3 %) .
Dans ce contexte, et dès 1888, Robert Hadfield pense à la systématisation des aciers spéciaux. Il prépare définitivement l’acier au manganèse et fait connaître l’acier au silicium.